# イヴォ・アンドリッチ
イヴォ・アンドリッチ（Иво Андрић, 1892年10月9日 - 1975年3月13日）は、ユーゴスラビアの小説家、詩人、外交官。1961年のノーベル文学賞受賞者。

## 生涯
1892年、オーストリア＝ハンガリー帝国の占領下にあったボスニアのトラヴニク近郊に生まれる。幼くして父を亡くし、ドリナ川に面するヴィシェグラードで幼少期を過ごした。ザグレブなどで哲学を学んだ後、第一次世界大戦中は独立を目指す秘密結社「青年ボスニア (Mlada Bosna, ムラダ・ボスナ)」との関与を疑われ投獄される。釈放後は執筆活動のかたわら、戦後成立したユーゴスラビア王国で外交官を務め、フランスなどで勤務した後、1939年から1941年にかけて駐独公使としてベルリンに滞在する。ユーゴスラビアがドイツに占領されると母国に戻ることを余儀なくされ、第二次世界大戦の終結までベオグラードで隠棲生活を送った。この間に、自らが幼少期を過ごしたヴィシェグラードの町を舞台にした『ドリナの橋』（セルビア・クロアチア語: Na Drini ćuprija）、フランス勤務時代に目を通した外交史料に着想を得た『ボスニア物語』（セルビア・クロアチア語: Travnička hronika）、『サラエボの女』（セルビア・クロアチア語: Gospođica）を書き上げたといわれ、『ボスニア三部作(Bosnian trilogy)』と呼ばれている。戦後は文筆活動に専念し、ユーゴスラビアを代表する作家となる。1961年、スウェーデン・アカデミーは「自国の歴史の主題と運命を叙述し得た彼の叙事詩的力量にたいして」ノーベル文学賞を授与した。
1975年、ベオグラードにて死去した。

## 日本語訳書
- 『ドリナの橋』（松谷健二訳 現代東欧文学全集 恒文社 1966年）
- 『ドリナの橋』（田中一生訳 大学書林 1985年 要約版[注釈 1]）
- 『呪われた中庭』（工藤幸雄訳 世界文学全集 集英社 1967年）
- 『呪われた中庭 胴体 囲い者マーラ オルヤツィ村』（栗原成郎訳 ノーベル賞文学全集13 主婦の友社 1972年）
- 『呪われた中庭』（栗原成郎訳 恒文社 1983年）
- 『ボスニア物語』（岡崎慶興訳 東欧の文学 恒文社 1972年）
- 『ゴヤとの対話』（田中一生訳 恒文社 1976年）
- 『子羊アスカの死の舞踏』（岩淵達治訳 世界動物文学全集 3 講談社 1979年）
- 『サラエボの女』（田中一生訳 恒文社 1982年）
- 『サラエボの鐘』短編集（田中一生・山崎洋共訳 恒文社 1997年）
- 『宰相の象の物語』（栗原成郎訳　東欧の想像力・松籟社 2018年）
- 『イェレナ、いない女 他十三篇』（田中一生・山崎洋・山崎佳代子訳 幻戯書房〈ルリユール叢書〉 2020年）